# 1. Kavallerie-Brigade Nr. 23
Die 1. Kavallerie-Brigade Nr. 23, auch 1. (Königlich Sächsische) Kavallerie-Brigade Nr. 23  war ein Großverband der Sächsischen Armee.

## Geschichte
Die  1. Kavallerie-Brigade Nr. 23 war Teil der Sächsischen Armee, die nach Artikel 63 Absatz 1 der Reichsverfassung vom 16. April 1871 auch im Deutschen Kaiserreich noch rechtlich eigenständig blieb. Sie wurde am 1. April 1867 in Dresden aufgestellt und gehörte bis zum Ausbruch des Ersten Weltkriegs zum XII. (I. Königlich Sächsisches) Armee-Korps und der ihm unterstellten 23. Division (1. Königlich Sächsische).
Mit Kriegsbeginn wurde sie der 8. Kavallerie-Division (Königlich Sächsische) unterstellt und gehörte vom 1. Februar 1917 an bis zum 22. Oktober 1917 zur 1. Kavallerie-Division.
Diese Verbände waren Teil des Höheren Kavallerie-Kommandos 3, geführt von General Rudolf von Frommel.

### Gliederung
- 1867 bis 1875

Kgl. Sächs. Garde-Reiter-Regiment (1. schweres Regiment), Kgl. Sächs. 1. Reiter-Regiment Kronprinz, Ulanen-Regiment „Kaiser Franz Josef von Österreich, König von Ungarn“ (1. Königlich Sächsisches) Nr. 17
- 1875 bis 1886

Kgl. Sächs. Garde-Reiter-Regiment (1. schweres Regiment), Kgl. Sächs. 1. Husaren-Regiment Nr. 18, Kgl. Sächs. 1. Ulanen-Regiment Nr. 17
- 1887 bis 1914

Wie vor, ohne Husaren-Regiment Nr. 18
- Kriegsgliederung bei Mobilmachung 1914

Wie vor

### Deutsch-Französischer Krieg 1870/1871
Die Brigade wurde im Feldzug gegen Frankreich unter dem Kommando des Generals |Carl Krug von Nidda eingesetzt.

### Erster Weltkrieg
Nach anfänglichen Kämpfen in Lothringen wurde die Brigade Ende August 1914 nach Ostpreußen verlegt, wo sie sich zunächst an der Schlacht an den Masurischen Seen und später an der Schlacht bei Warschau beteiligte. Zu den Kampfhandlungen, Gefechten und Schlachten siehe Kampfgeschehen der 8. Kavallerie-Division und Kampfgeschehen der 1. Kavallerie-Division.

### Brigadekommandeure
| Name                                   | Datum                                     |
| -------------------------------------- | ----------------------------------------- |
| Franz zur Lippe-Biesterfeld-Weißenfeld | 1. April 1867 bis 30. Dezember 1869       |
| Carl Krug von Nidda                    | 31. Dezember 1869 bis 1. November 1872    |
| Oswald von Carlowitz                   | 2. November 1872 bis 1. Februar 1880      |
| Friedrich von Schönberg                | 2. Februar 1880 bis 1. Juli 1883          |
| Hans von Kirchbach                     | 2. Juli 1883 bis 22. November 1883        |
| Eduard Moritz von Hübel                | 23. November 1883 bis 4. April 1889       |
| Hans von Kirchbach                     | 5. April 1889 bis 10. Dezember 1890       |
| Colin von Hammerstein                  | 11. Dezember 1890 bis 6. April 1894       |
| Karl Emil Kirchner                     | 7. April 1894 bis 16. April 1898          |
| Hermann von Broizem                    | 17. April 1898 bis 24. Mai 1899           |
| Adolf von Stralenheim                  | 25. Mai 1899 bis 21. März 1901            |
| Max von Milkau                         | 22. März 1901 bis 21. April 1905          |
| Ludwig Freiherr von Müller             | 22. April 1905 bis 20. September 1907     |
| Maximilian von Laffert                 | 21. September 1907 bis 5. Juli 1908       |
| Christian von Welck                    | 6. Juli 1908 bis 22. September 1911       |
| Karl von Lindeman                      | 23. September 1911 bis 12. September 1912 |
| Otto von der Decken                    | 13. September 1912 bis 31. Juli 1916      |
| Wilhelm Jahn                           | 1. August 1916 bis Kriegsende             |